# 薬学検定
薬学検定（やくがくけんてい）は、NPO法人日本セルフケア支援薬剤師センターが主催する検定試験。略称は薬検（やくけん)。

## 開催主旨
個人の薬への知識を客観的に評価し、また消費者が自身や家族の病気の際に自身で薬を選定できる「セルフケア」「セルフメディテーション」の促進を目的、主旨として行われる。薬剤師免許取得を主旨とするものではない。受験資格において、特に制限などはない。

## 試験
1級から4級まで、4段階に分別される。開催日時は年に2回、6月と11月である。試験形式はマークシート方式が採用されている。出題の分野は薬の基礎知識や用語など、5つの領域に大別される。